# رهاب الشمس
رهاب الشمس  هو الخوف من الشمس، أشعة الشمس أو أي ضوء ساطع. وهو نوع خاص من أنواع الرهاب.

## الأسباب
يعتبر هذا النوع من الرهاب كأنواع الرهاب الأخرى وقد ينتج بسبب تجربة مؤلمة في الماضي كضربة شمس شديدة. أشارمركز المحيط الهادي الصحي أن هؤلاء الأشخاص يفضلون البقاء بعيدا عن أشعة الشمس نظرا لمخاوفهم من الإصابة بسرطان الجلد ولايعد ذلك الأمر رهابا من الشمس فإنه حل مؤقت وغير منطقي بأن يصاب الشخص بسرطان الجلد، فلذلك يتضمن اضطراب الوسواس القهري أي خوف شديد فإذا تعرض الشخص لأشعة الشمس أو الضوء الساطع فأنه من الممكن ان يصاب برهاب الشمس، والجدير بالذكر بأن أنواع رهاب الشمس تعتمد على مخاوف غير منطقيه وبشكل عام الخوف من الأشخاص خلال التجمعات أو الإحساس بالشلل عند تعرض الشخص لضوء ساطع، فلذلك يشعر الشخص المصاب برهاب الشمس بعدم الراحة للذهاب لتلك الأماكن ولا يخرج أثناء النهار وأيضا لايذهب للأماكن التي يكون بها معظم الاشخاص النشيطين. هناك حالات طبية كالقرنية المخروطة (والتي تعني اضطراب في العين ينتج عنه حساسية بصرية شديدة إذا تعرض الشخص لأشعة الشمس أو أي ضوء ساطع) وايضا البروقرية الجلديه البطيئة والتي تسبب حساسية مفرطة في الجلد عند التعرض لأشعة الشمس ومن الممكن أيضا أن تظهر بثور لدى الشخص المصاب، فإذا بدأ الشخص يتألم ويشعر بعدم الأرتياح من الضوء الساطع ذلك يدل على أنه أصيب برهاب الشمس.

## الأثار
من الممكن للذين يعانون من رهاب الشمس بأن يبتعدوا عن أشعة الشمس لمدة طويلة أو يرتدوا ملابس واقية من الشمس أو يحملوا مظلات شمسية اثناء الخروج بالنهار أو ببساطة عدم الخروج نهائيا عندما تكون الشمس خارجا، فغالبا الأشخاص الذين يعانون من رهاب الشمس يبقون في منازلهم أكثر من الأشخاص الغير مصابين بذلك الرهاب فذلك يجعلهم أكثر عرضه للإصابة بنقص قيتامين د، وكذلك من الممكن أن يصابوا بالاكتئاب الذي ينتج عن نقص فيتامين د والعزلة ومشاعر الأغتراب عن الأخرين والجلوس بمكان مظلم بشكل مستمر. ومع ذلك من الممكن ان يتعالج نقص فيتامين د من خلال تناول المكملات الغذائيه لفيتامين د أو بالأطعمة التي تحتوي على ذلك الفيتامين 

## الأعراض
تعتمد أعراض رهاب الشمس على الشخص ذاته، فهناك أشخاص يعانون بشكل متوسط من عدم الراحة والتزعزع والغثيان والخدران وهناك أشخاص يعانون بشكل شديد فهم يشعرون بالقلق ونوبات من الهلع، وتتضمن الأعراض الأخرى بأن تكون الحواس مشدودة وعدم القدرة على التركيز والأحساس بالإعاقة وعدم انتظام ضربات القلب وتعطش للهواء وسرعة في التنفس وجفاف في الفم والشعور بالتعرق وتشنجات العضلات وأيضا عدم الراحة الجسديه التي لا تحدث بسبب اصابات جسدية بل انه مظهر جسدي من الذعر والخوف. ويمكن التعبير عن ذلك الألم الجسدي على سبيل المثال: الأحساس الوهمي بأن البشرة تحترق عند التعرض للشمس مباشرة وحتى عندما يكون ذلك الامر ليس صحيحا فإن مريض رهاب الشمس يشاهد البشرة تحترق وايضا يشعر بألم شديد عند التعرض للشمس ولكن لا صحة لهذا الأمر

## العلاج
يمكن ان يعالج رهاب الشمس باستخدام العلاج النفسي كالتحدث للمريض أو مواجهه المريض أو بتقنيات المساعدة الذاتيه أو الالتحاق بجماعات الدعم أو العلاج السلوكي المعرفي وهناك أيضا تقنيات الاسترخاء. اما بالنسبة للأشخاص الذين يعانون من رهاب شمس قوي فأنهم ينصحون بأخذ مضادات للقلق. 

## في الثقافة
يعتبر رهاب الشمس «علامة منبهة» لظهور مصاصي الدماء النمطين ومخلوقات فضائية أخرى كالأشباح والعفاريت.. الخ. كان هناك مجلة قصيرة عن رهاب الشمس (الثلاث قضايا 1994-1996. رهاب الشمس كان عنوان لألبوم لفرقة موسيقى الروك الألمانيه Scumbucket. رهاب الشمس هي الأغنية الخامسة لألبوم (أيام الصيف ذهبت) لكريس. وظهر هذا لنوع من الرهاب في فيلم كوميدي عن الرياضة الأمريكية The Benchwarmers